# Waalse kerk (Middelburg)
De Waalse kerk was een Waals kerkgebouw en voormalige kapel van het begardenklooster te Middelburg. De kerk, kort na 1492 in gotische stijl gebouwd, werd in mei 1940 verwoest tijdens het bombardement op Middelburg en is niet meer herbouwd. 

## Geschiedenis tot 1574
In de tweede helft van de 13e eeuw werd in Middelburg een afdeling Begarden gesticht tussen de Sint-Pieterstraat en Spanjaardstraat waarvan de eerste vermelding stamt uit 1271. In 1492 brandde het klooster af bij een grote stadsbrand waarbij ook de Abdij afbrandde. Het klooster is daarna weer herbouwd.
Tijdens de Beeldenstorm op 22 augustus 1566 werden in de kerk het sacramentshuis en de altaarbeelden vernield. Na het beleg van Middelburg (1572-1574) viel de stad in februari 1574 in handen van Willem van Oranje. Naast het Spaanse garnizoen moesten ook alle rooms-katholieke geestelijken de stad verlaten. Enkele mochten onder voorwaarden blijven, waaronder de prior van het begardenklooster.

## Geschiedenis na 1574
In 1575 werd de kapel door het stadsbestuur toegewezen aan de Waalse gemeente. De Waalse gemeente werd bijna direct na de Spaanse overgave in Middelburg gesticht en de eerste archiefstukken dateren van 21 mei 1574. Een leidende persoon hierin was de predikant Louis d'Outreleau. De diensten werden aanvankelijk vooral bezocht door gevluchte Walen, maar ontwikkelde tot een gemeente van Franstaligen, voornamelijk bestaande uit Walen, in Middelburg gevestigde Franse kooplieden en Hugenoten, die na de herroeping van het Edict van Nantes in 1685 waren gevlucht naar het noorden. Daarnaast werden de diensten bezocht door vele leden van de Middelburgse elite.
In mei 1940 werd de kerk verwoest tijdens het bombardement op Middelburg. Het is niet meer herbouwd en de Waalse gemeente, na jarenlang gekerkt te hebben in de Doopsgezinde kerk, gebruikt sinds 2006 de Engelse kerk aan de Simpelhuisstraat, eveneens een kapel van een voormalig klooster en sindsdien ook wel bekend als 'Waalse kerk'.

## Bijzonderheden gebouw
In de kerk is later een beschilderd graf gevonden, daterende uit de vroege geschiedenis van het klooster. De schilderingen waren uitgevoerd in rode oker met op de achterwand een kruis, versierd met Franse lelies. Daarboven waren monogrammen van Jezus en Maria geschilderd. De zijwanden waren gedecoreerd met een groot kruis, waarvan de dwarsbalk de gehele breedte van de wand in beslag nam. Op het gewelf was ook zo'n groot kruis geschilderd, alsmede dezelfde monogrammen van Jezus en Maria. Vergelijkbare graven waren ook gevonden onder de Westmonsterkerk.
In 1656 werd een orgel in de kerk geplaatst dat waarschijnlijk werd vervaardigd door Nicolaas van Hagen. Het betrof een schenking van koopman Abraham Duvelaer. In 1703 werd het orgel verplaatst, mogelijk door orgelbouwer Jacob Cools, naar de westzijde van de kerk en uitgebreid met twee stemmen. In 1747 vond een grote uitbreiding plaats door J.F. Moreau uit Rotterdam. Hiervoor moest ook een nieuwe kast worden vervaardigd welke werd geleverd door timmerman Willem de Meester. In 1815 werd het orgel weer uitgebreid met vier stemmen en enkele andere toevoegingen en uitbreidingen, ditmaal door stadsorgelbouwer Frederik van der Weele. Orgelbouwer Lohman voerde in 1841 nog enkele werkzaamheden uit.

In 1850 begonnen W.H. Kam & H. van der Meulen uit Rotterdam aan een zeer grondige verbouwing van het orgel, waarbij eigenlijk sprake was van nieuwbouw met gebruik van oudere elementen. Een rugpositief dat was aangebracht door Van der Weele werd verwijderd, maar een groot deel van het door hem aangebrachte pijpwerk werd waarschijnlijk wel hergebruikt. Naast enkele andere wijzigingen kreeg het orgel ook een nieuwe kast met een eenvoudig en vierkant front. De Vlissingse orgelbouwer C.P. van Sprang voerde in 1879 nog enkele werkzaamheden uit. Ook het orgel ging in mei 1940 in vlammen op.

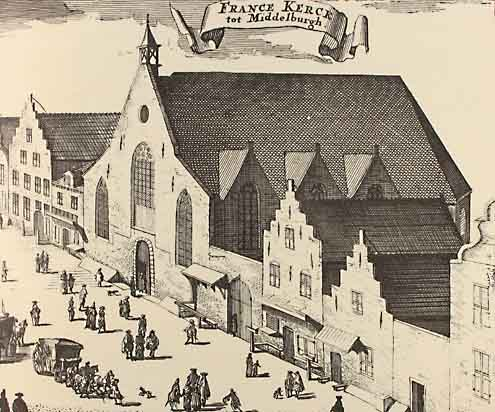
Afbeelding van de Waalse kerk in 1696.
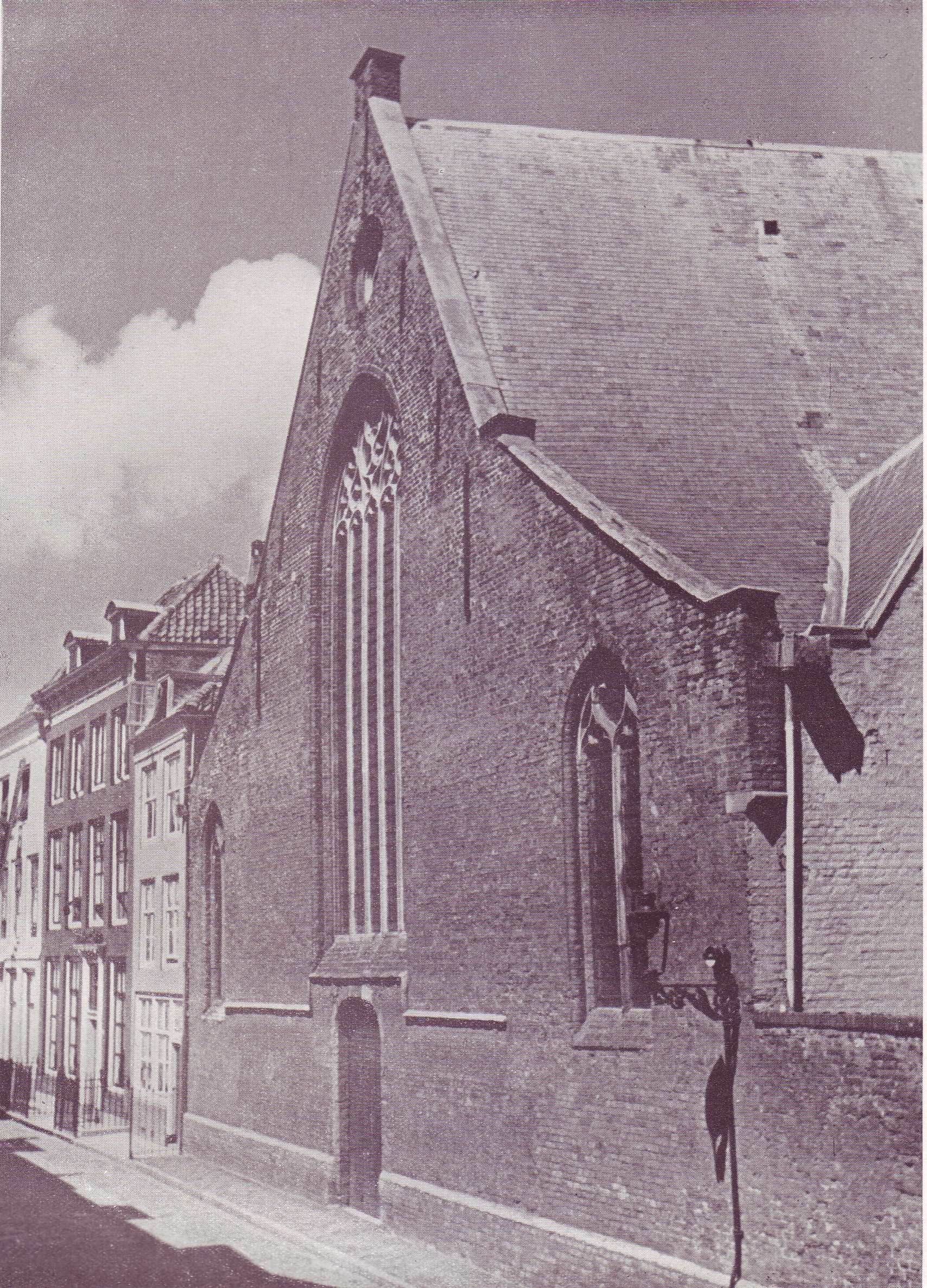
De kerk vanuit het zuiden bezien, in 1925. Het kleine torentje boven op de voorgevel is verdwenen.
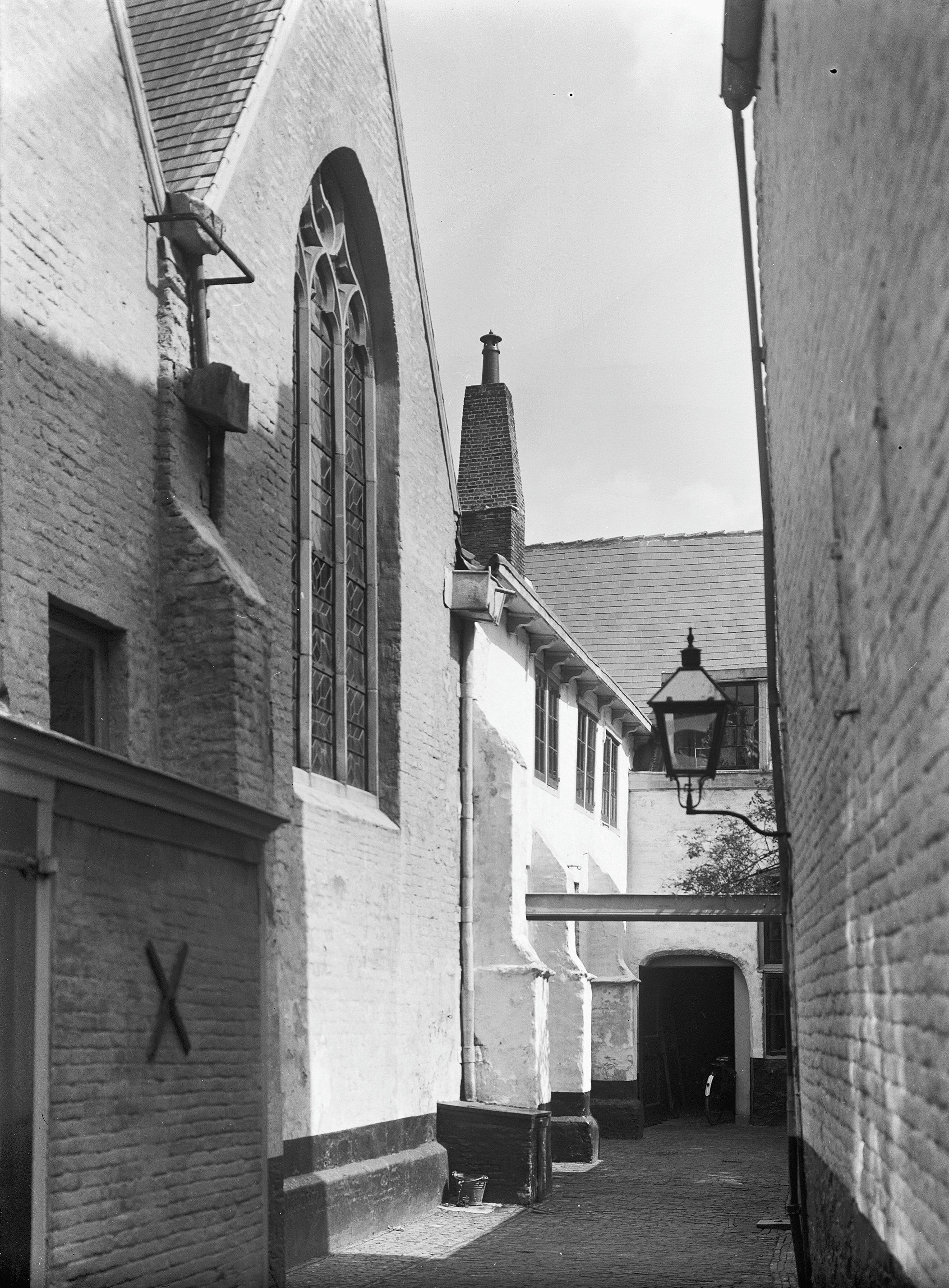
Steeg naar de kerk. Zichtbaar is ook het Sint Annahof, een klein armhof dat ook is afgebrand na het bombardement op Middelburg.